# Johan Ndisi
Johan Ndisi, född 28 oktober 1973, är en svensk diplomat. Ndisi var Sveriges ambassadör i Tirana åren 2016–2019 och är efter det Sveriges ambassadör i Vietnam, dessförinnan mellan 2015–2016 hade han rollen chargé d’affaires. Han tillträdde som ambassadör i september 2016, och blev därigenom Sveriges första bosatta ambassadör i Albanien, eftersom de tidigare sändebuden sidoackrediterats från andra städer i omkringliggande länder.